# Sabakia tanzaniella
Sabakia tanzaniella är en tvåvingeart som beskrevs av Andy Z. Lehrer 2005. Sabakia tanzaniella ingår i släktet Sabakia och familjen köttflugor.
Artens utbredningsområde är Tanzania. Inga underarter finns listade i Catalogue of Life.